# Cyligramma rhodesiana
Cyligramma rhodesiana är en fjärilsart som beskrevs av Embrik Strand 1914. Cyligramma rhodesiana ingår i släktet Cyligramma och familjen nattflyn. Inga underarter finns listade i Catalogue of Life.